# Мертва петля

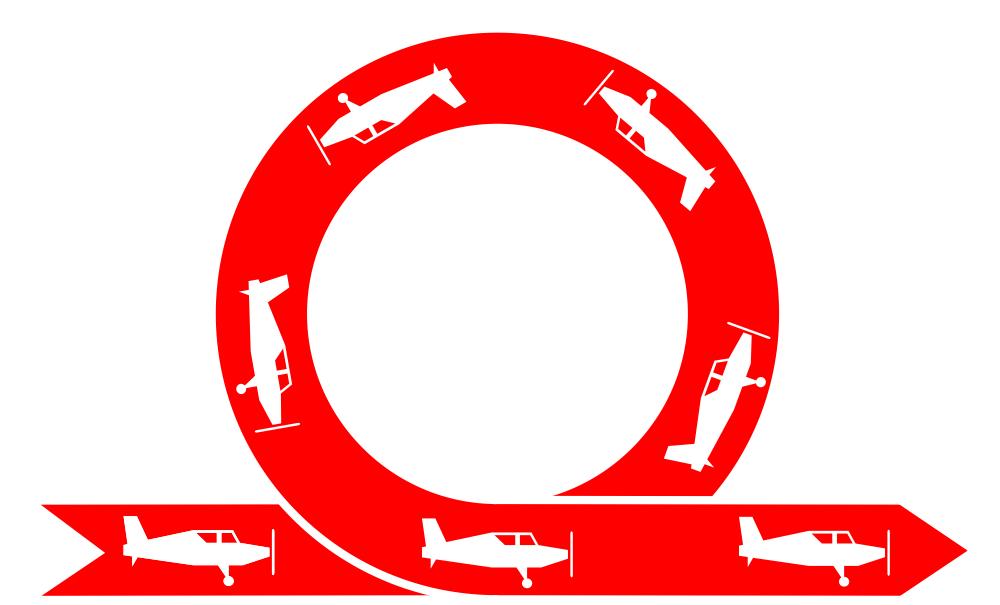
Схема виконання «Мертвої петлі»

Мертва петля.

Ме́ртва петля́ (в авіації) — фігура вищого пілотажу, відома також як «петля Нестерова». Замкнена петля у вертикальній площині.

## Історія
Свою назву — «мертва» — отримала через те, що деякий час була розрахована тільки теоретично на папері і практично не виконувалася. До  П. М. Нестерова навіть горизонтальні розвороти на аеропланах (літаках) робили без крену — «млинцем». Його заслуга в тому, що він почав використовувати підйомну силу крила для маневру і в горизонтальній і у вертикальній площинах. Він так довіряв власним розрахунками, що перед виконанням «мертвої петлі» навіть не пристебнувся ременями до літака. Розрахунки виявилися правильними і у верхній точці петлі він не випав, як дехто застерігав  — відцентрова сила притиснула пілота до сидіння. Перші спроби виконати цю фігуру пілотажу здійснювалися на зорі авіації на літаках, які не витримували перевантажень, що виникали при цьому, і руйнувалися — пілоти зазвичай не виживали. Вперше у світі її було виконано 27 серпня (9 вересня) 1913 року в Києві над  Сирецьким полем П. М. Нестеровим на літаку «Ньюпор-4» з двигуном «Гном» потужністю  70 к. с.  Цим маневром Нестеров започаткував вищий пілотаж.

### «Петля Пегу»
У світі немає єдиної думки щодо того, хто був першим виконавцем даної фігури. Зокрема, у Франції та низці інших західноєвропейських країн, прийнято вважати, що це був французький пілот Адольф Пегу, який виконав трюк  6 вересня 1913 року на літаку Blériot XI. Причина в тому, що Пегу був досить популярним льотчиком, відомим своїм шоу, в той час як Нестеров був маловідомим військовим. У Росії вважається, що Пегу виконав не «мертву петлю», а S-подібну фігуру, на короткий час опинившись головою вниз.

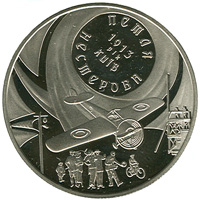

## Аероплани
1930 року Корольов почав працювати над планером, на якому буде можливо виконувати фігури вищого пілотажу, — “Красная звезда”.
Через новий профіль крила і перевантажений під час будівництва корпус модель спершу здавалася неуспішною. Перші льотні випробування зробив сам конструктор. Однак ця модель мала суттєвий недолік — погану стійкість. Та все ж пілот Степанченко зміг зробити три “мертві петлі” на цьому аероплані. 

## Пам'ять
На честь 100-річчя першого у світі виконання мертвої петлі Національний банк України випустив ювілейну монету — «Петля Нестерова»

## Галерея

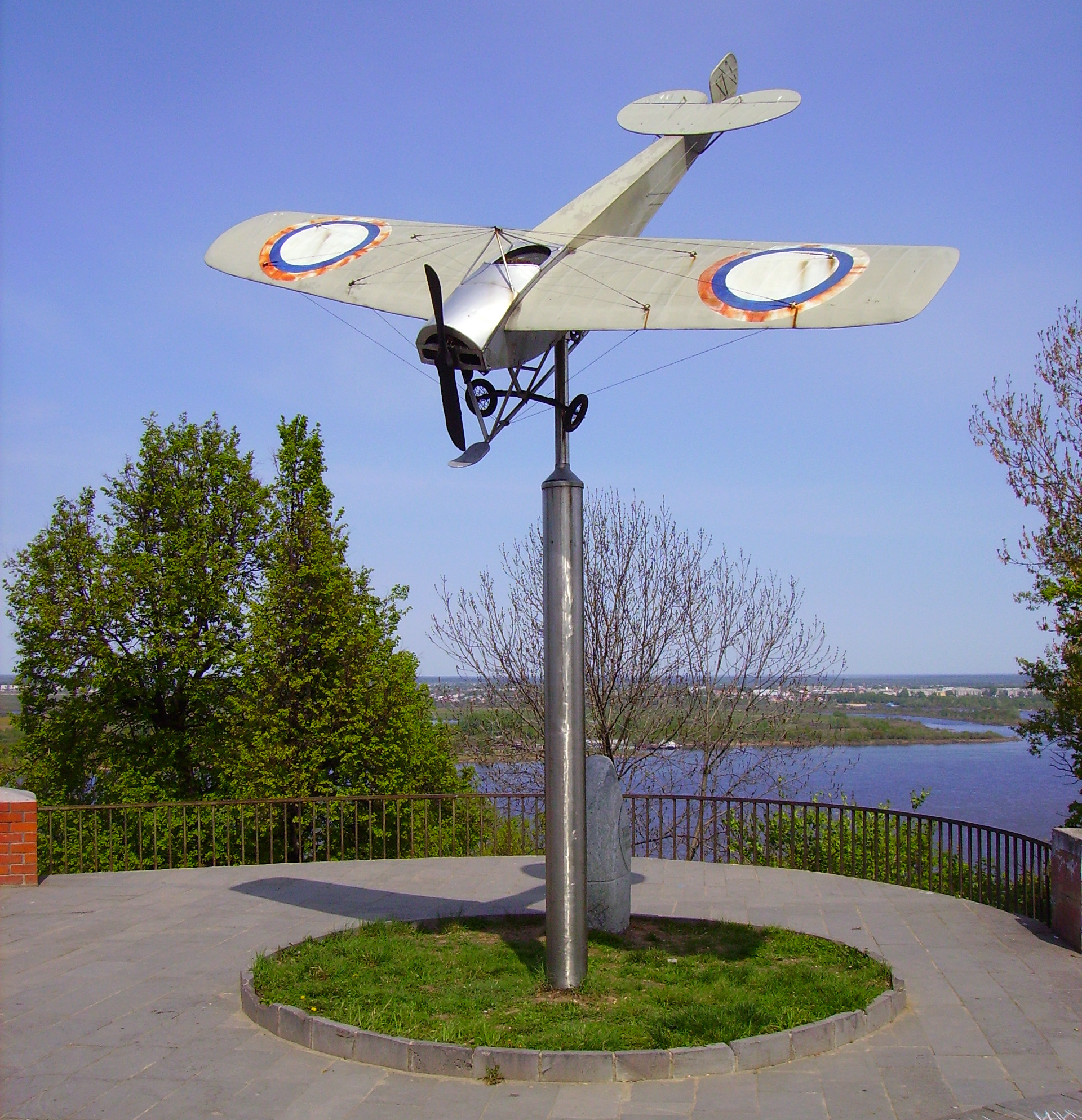
Макет літака «Ньюпор», на якому Нестеров здійснив свою «петлю»
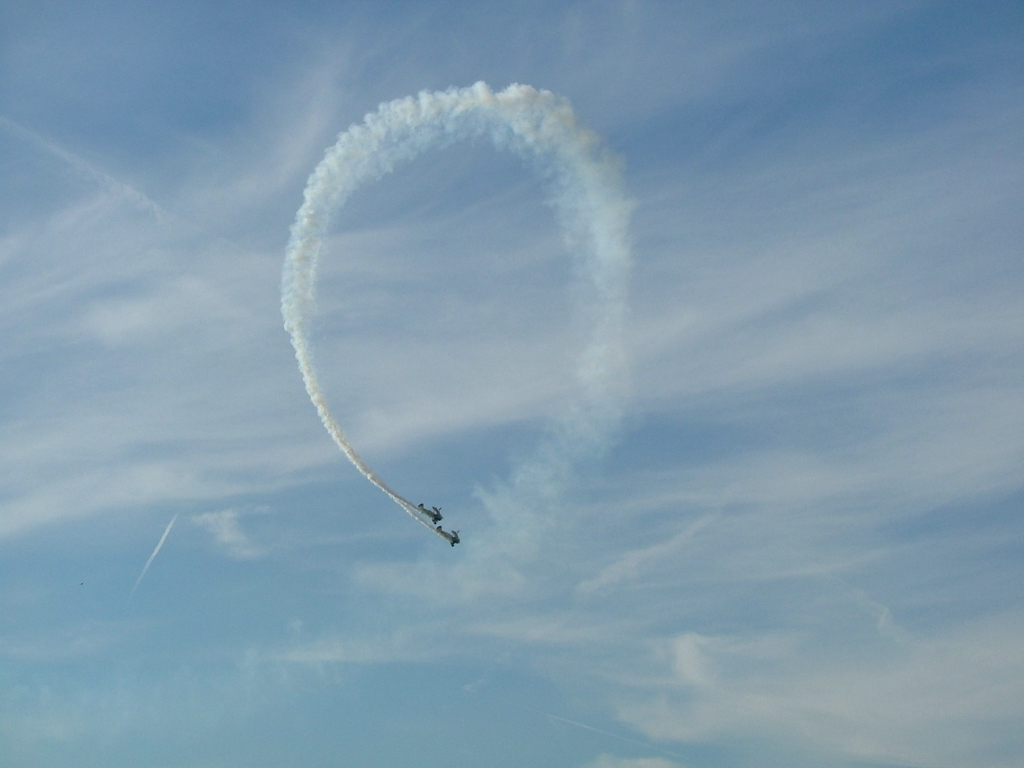
Виконання «мертвої петлі» на гвинтових літаках
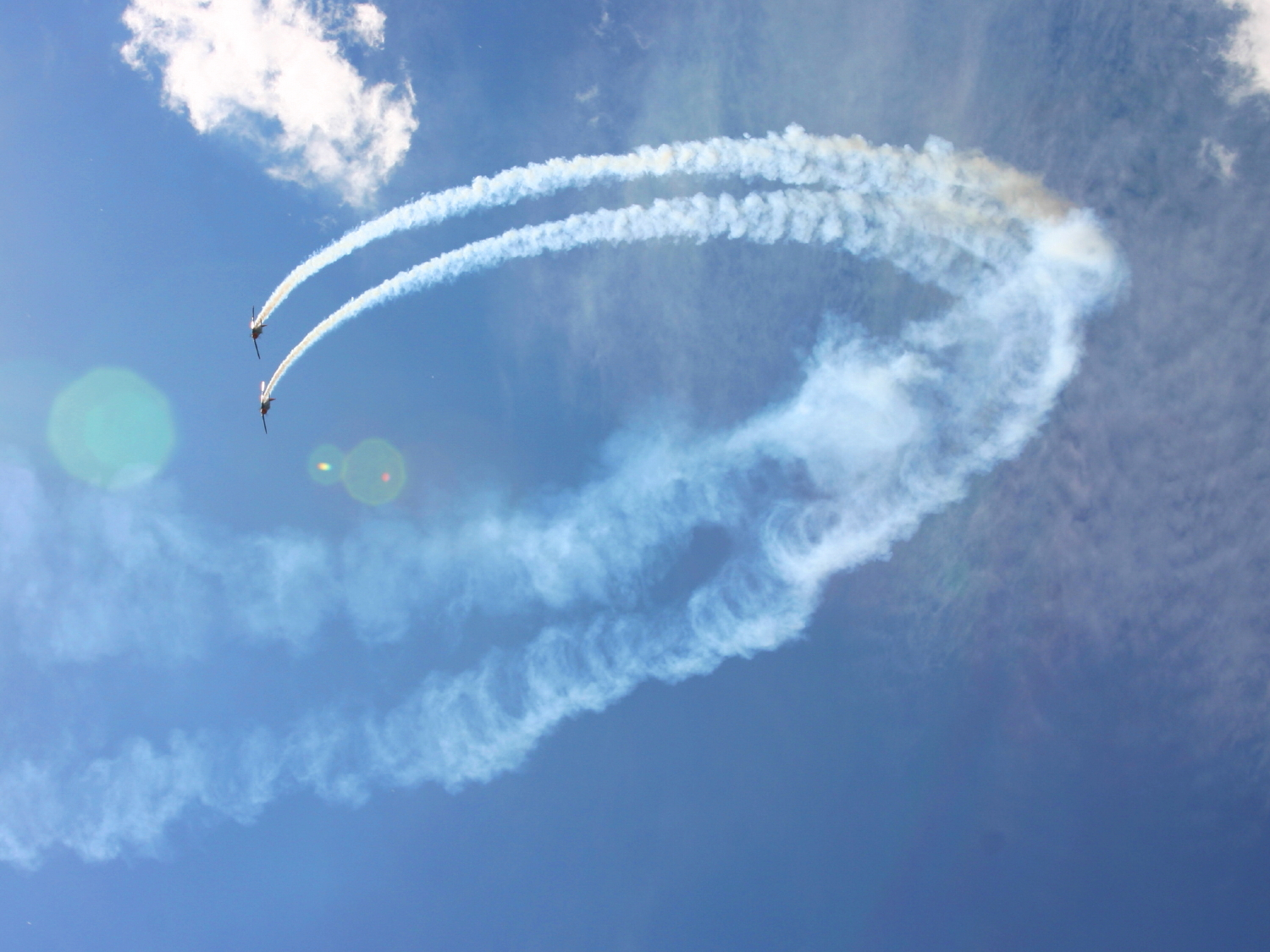
Виконання «мертвої петлі» на реактивних літаках
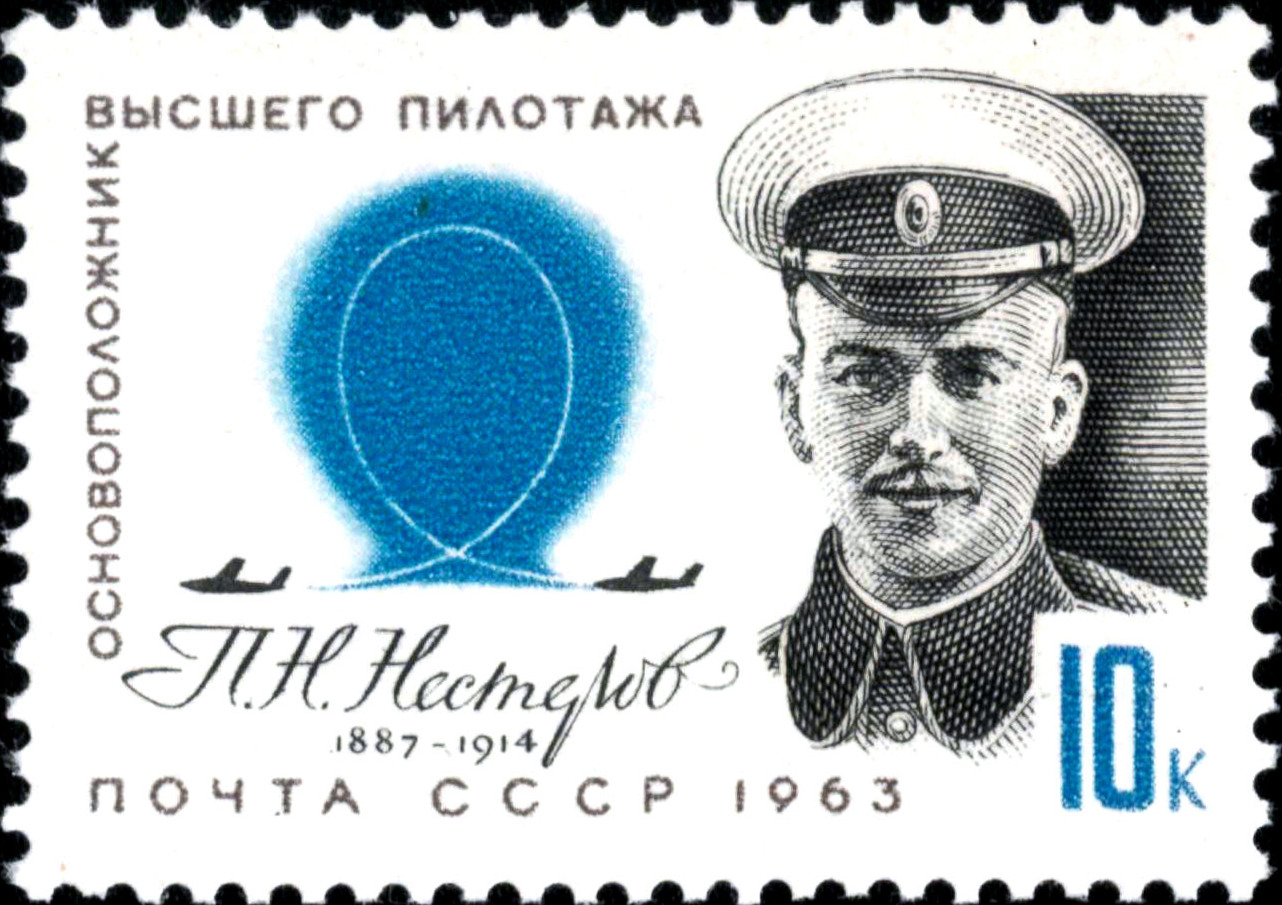
Радянська марка, присвячена Петру Нестерову
Пам'ятник перед будівлею Київського авіаційного заводу (1989)Пам'ятник перед будівлею Київського авіаційного заводу (1989)